# Косса, Себастьян
Себастьян Косса (род. 21 ноября 2002) — канадский хоккеист, вратарь, игрок клуба НХЛ «Детройт Ред Уингз». 

## Игровая карьера

### Молодёжная
Косса был выбран на драфте WHL 2017 во 2-м раунде под 36-м номером командой «Эдмонтон Ойл Кингз». Будучи новичком в сезоне 2019-20, он установил рекорд по победам 21-6-3, с процентом отраженных бросков 0,921 в 33 матчах в старте и был назван вратарем месяца WHL.
Выиграв свои первые 12 матчей в следующем сезоне, он установил рекорд франшизы по количеству последовательных побед вратаря за один сезон, а в апреле 2021 года он установил рекорд 6-0-0-1, пропуская в среднем 1,61 за игру (GAA), имея процент отраженных бросков 0,936 и двумя шатаутами был назван вратарем месяца WHL.
На драфте НХЛ 2021 года был выбран под общим 15-м номером командой «Детройт Ред Уингз».14 августа «Детройт» подписали с Коссой трехлетний контракт новичка. Проигрывая конкуренцию в «Ред Уингз» более сильным вратарям, Косса играл в WHL, где был назван вратарем месяца в октябре 2021 года, установив рекорд 6-2-1-1 в 10 играх, пропуская в среднем 1,58 за игру и стал лучшим в лиге по проценту отраженных бросков 0,943 и одним шатаутом. По итогам сезона 2021/22 в составе «Ойл Кингз» он стал чемпионом WHL.
9 декабря 2024 года дебютировал в НХЛ в матче против «Баффало Сейбрз», заменив Вилле Хуссо после первого периода. Матч закончился победой «Ред Уингз» со счётом 6:5 в серии буллитов и Косса стал 11-м вратарём «Детройта», который принёс победу клубу в своём дебютном матче.

### Международная
1 декабря 2021 года Косса был включен в окончательный состав сборной Канады на чемпионате мира по хоккею среди юниоров 2022 года. В составе молодежной сборной Канады стал победителем молодежного чемпионата мира в Канаде 2022 года.

## Игровая статистика

### Командная
И — игры, В — выиграл, П — проиграл, Н/ОТ — ничьи, овертаймы, Мин — сыграно минут,
ПШ — пропущено шайб, И «0» — матчи на ноль, КН — коэффициент надежности, % ОБ — процент отраженных бросков.
| 2019-20     | Эдмонтон Ойл Кингз | WHL         | 33 | 21 | 6  | 3 | 1,880 | 70  | 4  | 2.23 | .921 | —  | —  | — | — | —     | —  | — | —    |      |
| 2020-21     | Эдмонтон Ойл Кингз | WHL         | 19 | 17 | 1  | 1 | 1,144 | 30  | 4  | 1.57 | .941 | —  | —  | — | — | —     | —  | — | —    |      |
| 2021-22     | Эдмонтон Ойл Кингз | WHL         | 46 | 33 | 9  | 3 | 2,631 | 100 | 6  | 2.28 | .913 | 19 | 16 | 3 | 0 | 1,150 | 37 | 5 | 1.93 | .919 |
| Всего в WHL | Всего в WHL        | Всего в WHL | 98 | 71 | 16 | 7 | 5,655 | 200 | 14 | 2.12 | .921 | 19 | 16 | 3 | 0 | 1,150 | 37 | 5 | 1.93 | .919 |